# Sister Bay
Sister Bay és una població dels Estats Units a l'estat de Wisconsin. Segons el cens del 2000 tenia 886 habitants.

## Demografia
Segons el cens del 2000, Sister Bay tenia 886 habitants, 446 habitatges, i 224 famílies. La densitat de població era de 132,1 habitants per km².
Dels 446 habitatges en un 11,4% hi vivien nens de menys de 18 anys, en un 46% hi vivien parelles casades, en un 3,6% dones solteres, i en un 49,6% no eren unitats familiars. En el 46,4% dels habitatges hi vivien persones soles el 28,7% de les quals corresponia a persones de 65 anys o més que vivien soles. El nombre mitjà de persones vivint en cada habitatge era d'1,78 i el nombre mitjà de persones que vivien en cada família era de 2,45.
Per edats la població es repartia de la següent manera: un 10,9% tenia menys de 18 anys, un 3,7% entre 18 i 24, un 13,4% entre 25 i 44, un 25,7% de 45 a 60 i un 46,2% 65 anys o més.
L'edat mediana era de 61 anys. Per cada 100 dones de 18 o més anys hi havia 69 homes.
La renda mediana per habitatge era de 33.224 $ i la renda mediana per família de 50.893 $. Els homes tenien una renda mediana de 28.571 $ mentre que les dones 23.250 $. La renda per capita de la població era de 25.029 $. Aproximadament l'1,4% de les famílies i el 3,5% de la població estaven per davall del llindar de pobresa.

## Poblacions més properes
El següent diagrama mostra les poblacions més properes.